# Basia Trzetrzelewska

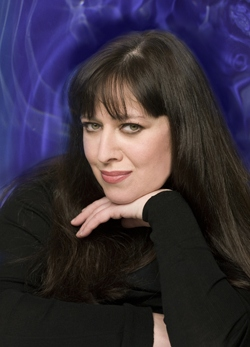
Barbara Trzetrzelewska

Basia (Barbara Stanisława) Trzetrzelewska (Jaworzno, Polen, 30 september 1954; achternaam uitgesproken als tsje-tsje-lef-ska) is een Poolse zangeres, bekend van de Engelse popgroep Matt Bianco.

## Levensloop
Trzetrzelewska groeide op in de Poolse stad Jaworzno en bezocht jaarlijks jazzfestivals, klassieke muziekconcerten en popfestivals, om zo ervaring en connecties op te doen. Ze won een talentenjacht op 15-jarige leeftijd. In Polen sloot ze zich rond 1974 aan als zangeres bij het bandje Alibabki en ging ze al op tournee naar Rusland en Oost-Europa. Rond 1979 reisde ze naar Chicago.
In 1981 vertrok ze naar Engeland om bij de popgroep Matt Bianco te zingen. Na hun eerste succesalbum Whose Side Are You On? besloot ze met ex-Matt Bianco-toetsenist Danny White een carrière te starten. Ruim twintig jaar na de eerste successen met Matt Bianco werkte ze in 2004 weer met ze samen aan het album Matt's Mood.

## Albums

### Bij Matt Bianco
- 1984: Whose Side Are You On? met de gelijknamige single
- 2004: Matt's Mood
- 2017: Whose Side Are You On?: Deluxe Edition

### Soloalbums
- 1987: Time and Tide
- 1990: London Warsaw New York
- 1991: Brave New Hope (maxisingle)
- 1994: The Sweetest Illusion
- 1995: Basia on Broadway (live at the Neil Simon Theatre)
- 1998: Clear Horizon - The Best of Basia (compilatie)
- 2003: Super Hits (compilatie)
- 2006: Simple Pleasures (compilatie)
- 2009: It's that girl again
- 2013: Time and Tide 2CD
- 2015: London Warsaw New York: 2CD Deluxe 25th Anniversary Edition
- 2016: The Sweetest Illusion: 3CD Deluxe Edition
- 2018: Butterflies